# Корси да Челано, Джузеппе
Джузеппе Корси да Челано (итал. Giuseppe Corsi da Celano) или Джузеппе Корсо Челани (итал. Gioseppe Corso Celani), настоящее имя Джузеппе Корси Ванджелисти (итал. Giuseppe Corsi Vangelisti; май 1630 (по другой версии, вторая половина 1631 или первая половина 1632), Челано, Неаполитанское королевство — 10 марта 1691, Анкона, Папская область) — итальянский композитор и священник. Учитель композиторов Петронио Франческини и Джакомо Антонио Перти.

## Биография
Джузеппе Корси (или Корсо) родился в Челано в мае 1630 года. О дате рождения композитора у его биографов нет единого мнения. Обучался у иезуитов в Риме, где завершил музыкальное образование у композитора Джакомо Кариссими, став одним из любимых учеников учителя. После рукоположения в сан священника до 1569 года служил учителем музыки в городах Папской области и Неаполитанского королевства.
В 1659 году Корси получил престижное место капельмейстера в базилике Санта-Мария-Маджоре. В 1661—1665 годах он служил капельмейстером в базилике Сан-Джованни-ин-Латерано. Затем возглавлял капеллы в храмах Сант-Аполлинаре и Санта-Мария-ин-Валличелла. В 1667 году композитор снова был принят капельмейстером в базилику Сан-Джованни-ин-Латерано, но уже в следующем году его пригласили в Лорето на место капельмейстера в базилике Святого дома. Здесь Корси прослужил до ноября 1675 года, после чего вернулся в Рим. Однако вскоре по приказу римского папы Иннокентия XI он был подвергнут пыткам, изгнан из Рима и заточён в крепости Рокка-Альборноциана в Нарни за хранение книг, находившихся под запретом. По другой версии, его обвинили и наказали за растление некой старой девы.
В 1681 году по приглашению пармского герцога, композитор переехал в Парму и возглавил капеллу базилики Санта-Мария-делла-Стекката. Одновременно с этим, Корси занимал должность капельмейстера при герцогском дворе, за что получал жалование в размере двенадцати испанских дублонов. Когда ему отказались поднять жалование, в октябре 1688 года композитор покинул Парму. Во время пребывания в этом городе им была основана школа. Учеником Корси был композитор Джакомо Антонио Перти. В Риме его учеником был композитор Петронио Франческини. Среди коллег Корси пользовался большим уважением. Его приглашали на роль арбитра во время споров между композиторами.
Последним сохранившимся документом, где упоминается Корси, является письмо принца Фердинанда Медичи от 26 декабря 1690 года. По мнению биографов композитора, он умер после этой даты, вероятно 10 марта 1691 года в  Анконе. Сохранившееся творческое наследие Корси составляют восемьдесят три сочинения сакральной и камерной музыки.

## Аудиозаписи
- Giuseppe Corsi da Celano. «Adoramus te Christi» — Дзузеппе Корси да Челано. Мотет «Adoramus te Christi» в исполнении Хора капеллы базилики Святого Петрония в Болонье 3 октября 2011 года.